# Dora Zuntz
Elisabeth Franziska Dora Zuntz verheiratete Roberts (* 13. April 1905 in Berlin; † 2. Dezember 1990 in East Sussex) war eine deutsch-britische Kunsthistorikerin und Koptologin.

## Leben und Wirken
Dora Zuntz entstammte väterlicherseits einer Familie, die aus dem aufgeklärten jüdischen Großbürgertum kam, allerdings schon in der Großelterngeneration zum Christentum konvertiert war, und mütterlicherseits einer protestantischen Familie. Zuntz war das mittlere Kind des Mediziners Leo Zuntz (1875–1937) und der Edith Anna geborene Bähring (1877–1952) sowie eine Enkelin des Physiologen Nathan Zuntz; älterer Bruder war der Altphilologe Günther Zuntz, jüngere Schwester die Hethithologin Leonie Zuntz. Über die frühe Ausbildung ist nichts bekannt, aus der Autobiografie von Charles Brasch nur, dass die gesamte Familie sehr musikalisch war. Zuntz erwarb Ostern 1924 das Abitur. Aus Braschs Autobiografie ist auch bekannt, dass Zuntz in der Familie „Dodo“ gerufen wurde.
Nach dem Besuch des Realgymnasiums in Berlin bis zum Abitur 1924 studierte sie an den Universitäten Berlin, Wien und München Kunstgeschichte sowie Klassische Archäologie, Ägyptologie und Geschichte. Sie wurde am 28. Juli 1928 in München bei Wilhelm Pinder mit einer Arbeit zum Thema Frans Floris. Ein Beitrag zur Geschichte der niederländischen Kunst im 16. Jahrhundert promoviert. Noch im selben Jahr trat sie ein Volontariat an der Abteilung für Christliche Bildwerke an den Staatlichen Museen zu Berlin an. Hier wandte sich Zuntz Interesse zur Ägyptologie und Archäologie, speziell zur Koptologie. Von April bis Oktober 1931 war sie Wissenschaftliche Hilfsarbeiterin Wilhelm Schubarts an der Papyrussammlung der Staatlichen Museen zu Berlin.
Eine erste Bewerbung auf ein Reisestipendium des Deutschen Archäologischen Instituts mit dem Schwerpunkt auf Christliche Archäologie nach der Promotion hatte keinen Erfolg. Sie wurde abgelehnt, da sie kein Studium der Theologie vorweisen konnte, was damals noch Voraussetzung für das christlich-archäologische Reisestipendium war, ferner auf Grund ihrer letztlich fachfremden kunsthistorischen Dissertation. Eine zweite Bewerbung um ein Reisestipendium im Bereich der Ägyptologie hatte Erfolg. Aufgrund von Empfehlungen von Wolfgang Fritz Volbach („die einzige Kunsthistorikerin, die auch die koptische Sprache beherrscht“), Theodor Demmler, Carl Schmidt und Wilhelm Schubart erhielt Zuntz dieses Stipendium für das Reisejahr 1931/32. Nach Carola Barth 1908 und Margarete Bieber 1909 war sie erst die dritte Reisestipendiatin des Deutschen Archäologischen Instituts überhaupt und die einzige Frau, die eines in den 1930er Jahren erhalten hatte. Vor der Verstetigung der Vergabe auch an Frauen in den 1950er Jahren erhielten nach Dora Zuntz nur noch Erika Brödner und Thea Elisabeth Haevernick 1943 Reisestipendien. Zuntz weilte vom 27. Oktober 1931 bis 24. Februar 1932 in Ägypten. Sie besuchte das Koptische Museum in Kairo, koptische Kirchen sowie Ruinenstätten in Oberägypten und Nubien. Der Rückweg erfolgte über Palästina, Syrien, Libanon, Konstantinopel, Thessaloniki, Athen und Oberitalien.
Sie lernte auch Mimi Borchardt, die Ehefrau des Bauforschers und Ägyptologens Ludwig Borchardt, kennen, mit der sie danach noch über Jahre in Briefkontakt stand. 2017 wertete Cilli Kasper-Holtkotte den Briefwechsel der beiden aus, der auch einen Gutteil der bekannten persönlichen Informationen zu Zuntz beinhaltet. Sie war den modernen Entwicklungen ihrer Zeit gegenüber sehr aufgeschlossen und sprach etwa am 1. und 4. Februar 1933 im Radio auf dem Deutschlandsender in zwei halbstündigen Vorträgen über „Christliches Ägypten“. Mit der Machtergreifung durch die Nationalsozialisten änderte sich das Leben auch von Dora Zuntz und ihrer Familie dramatisch. Die Klinik des Vaters wurde geschlossen, der Bruder aus dem Schuldienst entlassen. Dora Zuntz konnte ab 1933 keine Stelle in der Wissenschaft mehr erlangen, die Schwester konnte 1934 noch ihren Studienabschluss machen, fand danach in Deutschland aber auch keine Stellung mehr. Dora Zuntz nutzte deshalb in dieser Zeit das Ferienhaus der Familie in Bischofswiesen, um daraus eine Pension zu machen und so etwas Geld zu verdienen.
Die Familie hielt ihr Haus auch zu dieser Zeit dennoch weiterhin offen für Besucher, zu denen der Papyrologe Colin Henderson Roberts gehörte, über den auch Charles Brasch mit der Familie bekannt wurde. Roberts weilte in Berlin, um bei Wilhelm Schubart und Hugo Ibscher zu lernen, später besuchte er die Familie mehrfach in Bayern und sorgte auch dafür, dass die Zuntz-Geschwister nach Großbritannien reisen konnten. Während die Geschwister Günther und Leonie auf diese Weise ihre spätere Ausreise vorbereiten konnten, lernte Dora mit Colin Roberts Bruder Brian Richard ihren späteren Ehemann in London kennen. Am 25. Juli 1935 heiratete sie den Journalisten, der zu dieser Zeit Chefredakteur der Daily Mail war. Später beim Daily Telegraph war er ab 1961 geschäftsführender und ab 1966 leitender Herausgeber des neu gegründeten Sunday Telegraph. Das Paar adoptierte einen Sohn. Spätestens mit der Hochzeit, seit der Dora den Nachnamen ihres Mannes trug, endete ihre wissenschaftliche Tätigkeit nahezu völlig. Sie kehrte in den 1930er Jahren noch mehrfach nach Deutschland zurück, um sich um ihre Mutter zu kümmern. Hier war sie auch Ansprechpartnerin verschiedener Wissenschaftler und Wissenschaftlerinnen, die aus verschiedenen Gründen Probleme hatten, Deutschland zu verlassen. Aus dem Briefwechsel mit Mimi Borchardt ist etwa bekannt, dass diese Zuntz um Hilfe bei der Emigration von Hedwig Fechheimer bat, was jedoch keinen Erfolg hatte. Über das spätere Leben von Zuntz ist nicht viel bekannt. Wahrscheinlich lebte sie mit ihrem Mann in London und auf dessen Landgut in der Grafschaft Sussex. Bis zu dessen Tod blieb sie an der Seite ihres Mannes, zwei Jahre später starb sie selbst in einem Altenheim in East Sussex.

## Publikationen
- Frans Floris. Ein Beitrag zur Geschichte der niederländischen Kunst im 16. Jahrhundert (= Zur Kunstgeschichte des Auslandes. Band 130). J. H. Ed. Heitz, Strassburg 1929.
- Denkmäler altrussischer Malerei. In: Cicerone. Halbmonatsschrift für Künstler, Kunstfreunde und Sammler. Band 21, 1929, Seiten 164–167.
- Koptische Grabstelen. Ihre zeitliche und örtliche Einordnung. In: Mitteilungen des Deutschen Instituts für Ägyptische Altertumskunde in Kairo. Band 2, 1931, Seiten 22–38 (Digitalisat).
- Rezension zu Arthur E. R. Boak, Enoch E. Peterson: Karanis. In: Gnomon. Band 8, 1932, Seiten 107–109.
- The Two Styles of Coptic Painting. In: The Journal of Egyptian Archaeology. Band 21, 1935, Seiten 64–67.
- Zwei Fragmente aus Antinoe. In: Zeitschrift für die Neutestamentliche Wissenschaft und die Kunde der Älteren Kirche. Band 37, 1938, Seiten 188–195.
- A Painting of Diana by Frans Floris. A Discovery at Hatfield House. In: Apollo – The international Art Magazine. Band 68, 1958, Seiten 154–155.